# تلمبه درودی
تلمبه درودی یک منطقهٔ مسکونی در ایران است که در دهستان ابرج واقع شده‌است.